# Gof Hanjale
Gof Hanjale är en krater i Kenya.   Den ligger i länet Marsabit, i den centrala delen av landet, 400 km norr om huvudstaden Nairobi. Toppen på Gof Hanjale är 721 meter över havet. Gof Hanjale ingår i Res Fila.
Terrängen runt Gof Hanjale är platt åt sydväst, men åt nordost är den kuperad. Runt Gof Hanjale är det mycket glesbefolkat, med 6 invånare per kvadratkilometer. Närmaste större samhälle är Marsabit, 19,0 km öster om Gof Hanjale. Omgivningarna runt Gof Hanjale är i huvudsak ett öppet busklandskap.